# Biserica de lemn din Căbești

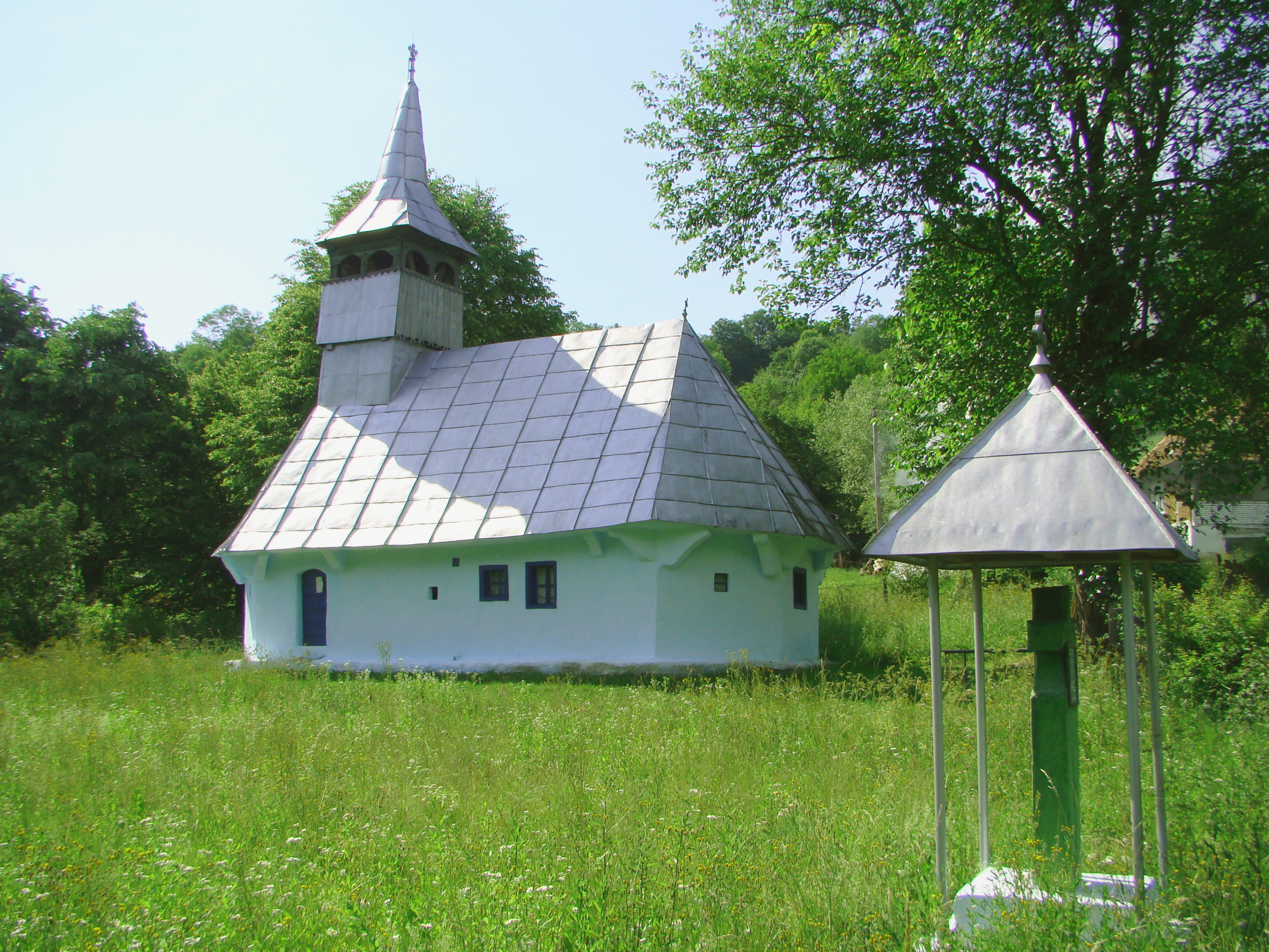
Biserica de lemn „Naşterea Maicii Domnului” din Căbeşti, comuna Brănişca, județul Hunedoara foto: iunie 2009.

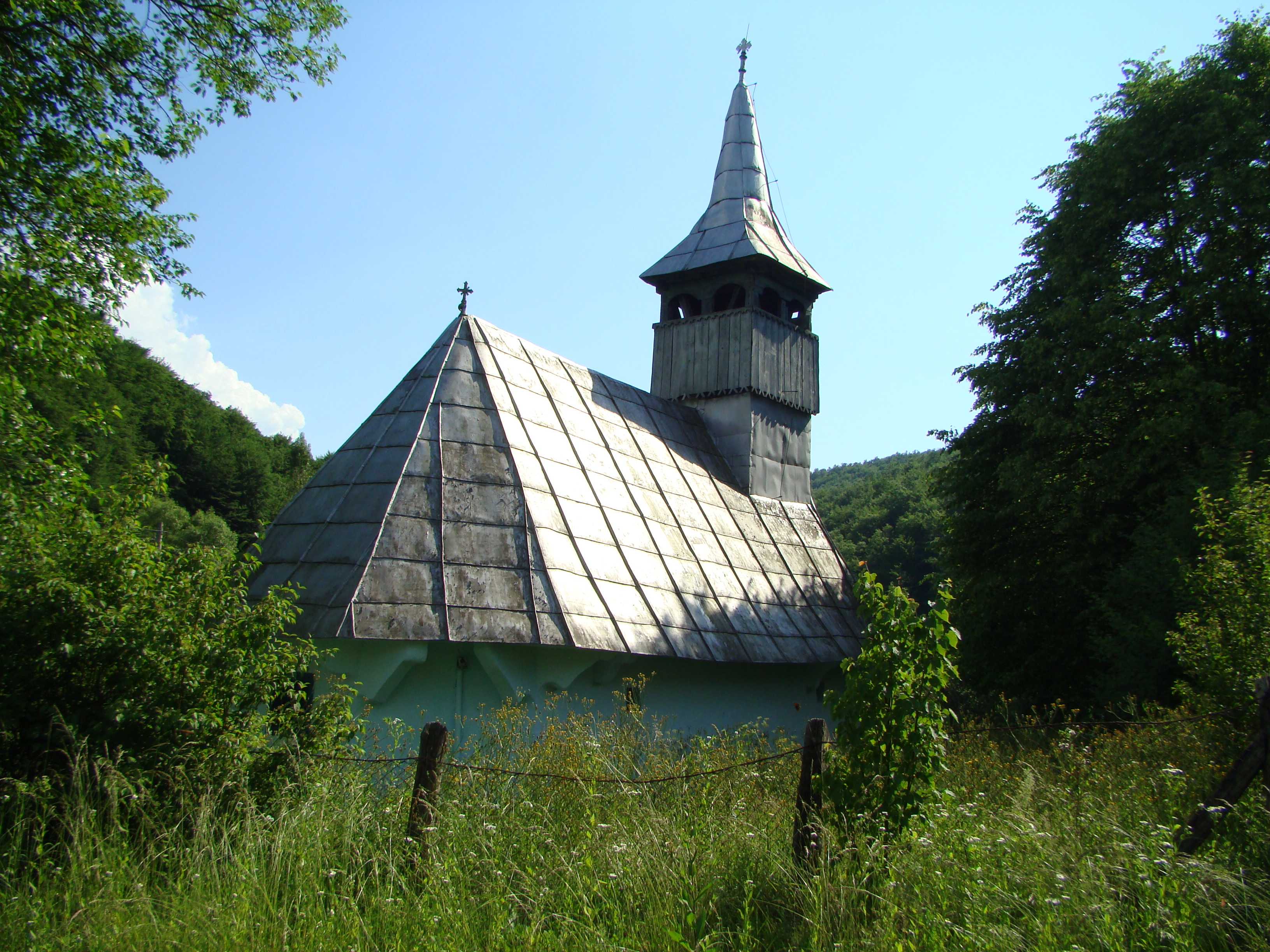
Vedere din nord-est

Biserica de lemn din Căbești, comuna Brănișca, județul Hunedoara a fost ridicată în 1673 și refăcută în 1864. Are hramul „Nașterea Maicii Domnului” și figurează pe noua listă a monumentelor istorice, cod LMI HD-II-m-A-03279.

## Istoric și trăsături
Deși a fost ridicată în luna aprilie a anului 1673, dată transmisă de pisania săpată în ancadramentul ușii dintre naos și pronaos, biserica este menționată doar pe harta iosefină a Transilvaniei (1769-1773) și în tabelele conscripției din 1829-1831; celelalte recensăminte ecleziastice ale secolelor XVIII-XIX, din motive necunoscute, o omit. 
Este un edificiu de plan dreptunghiular, cu terminațiile altarului și ale pronaosului nedecroșate, poligonale cu trei laturi; lăcașul este supraînălțat printr-un turn-clopotniță scund, cu foișor deschis în console și coif piramidal. La exterior, sub stratul actual de tencuială, aplicat în anul 1864, se poate ascunde o parte din decorul sculptural al intrării și al ferestrelor; la interior pot dăinui, de asemenea, eventuale fragmente picturale, degradate de scurgerea timpului. În secolul al XX-lea, în cadrul altui șantier de renovare, a fost înlocuită învelitoarea de șiță a lăcașului cu alta, inestetică, din tablă.

## Imagini

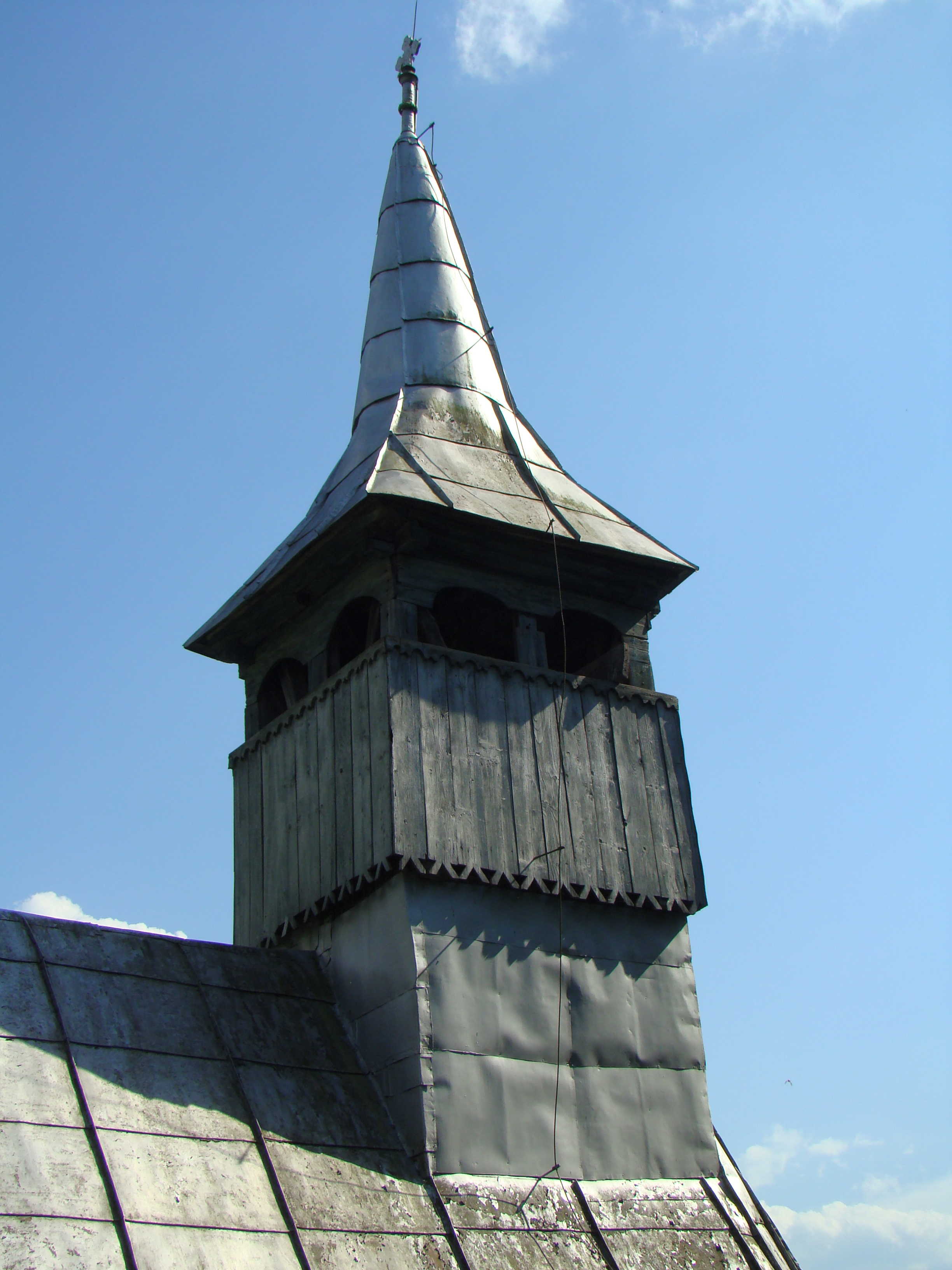
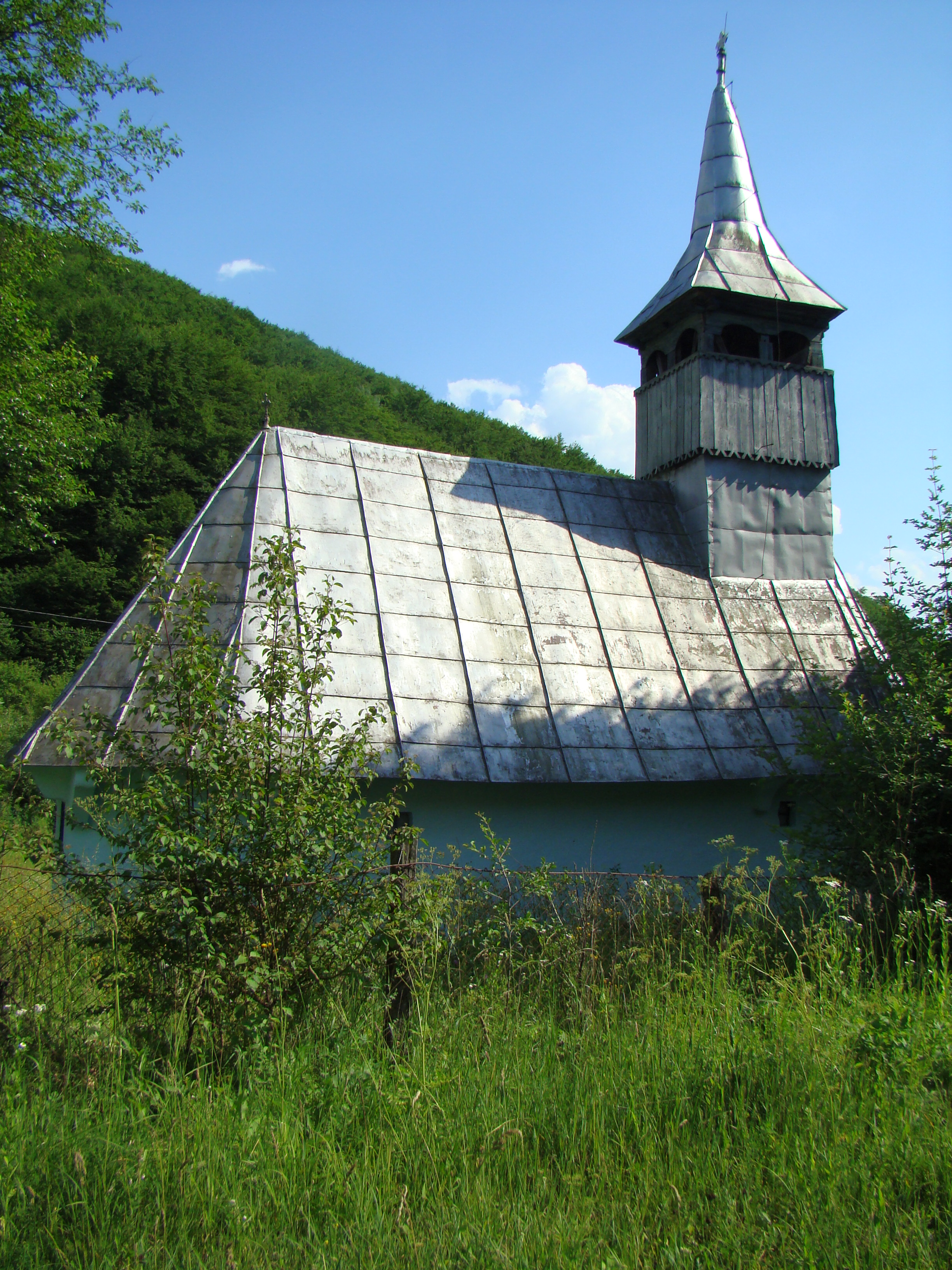
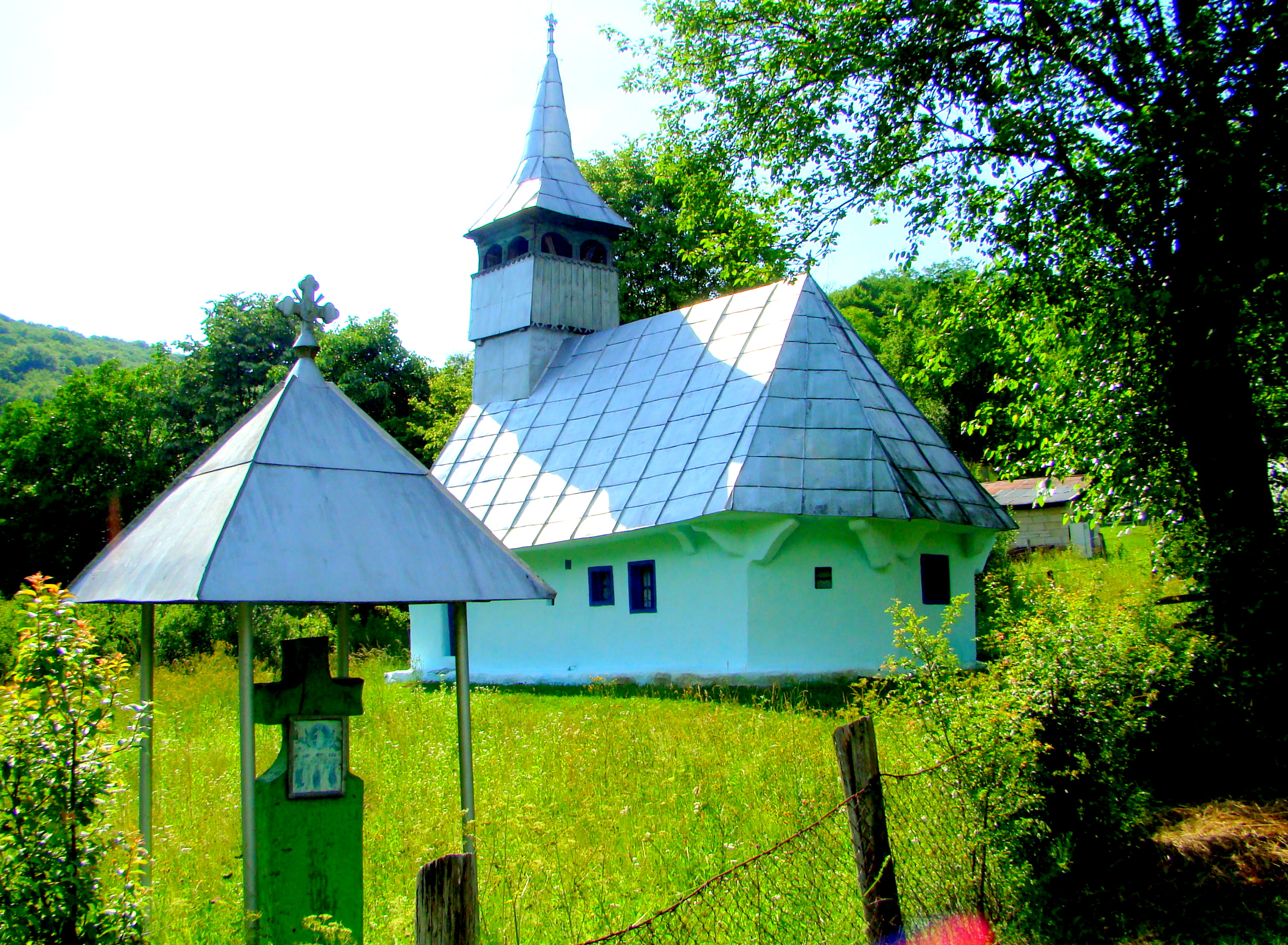
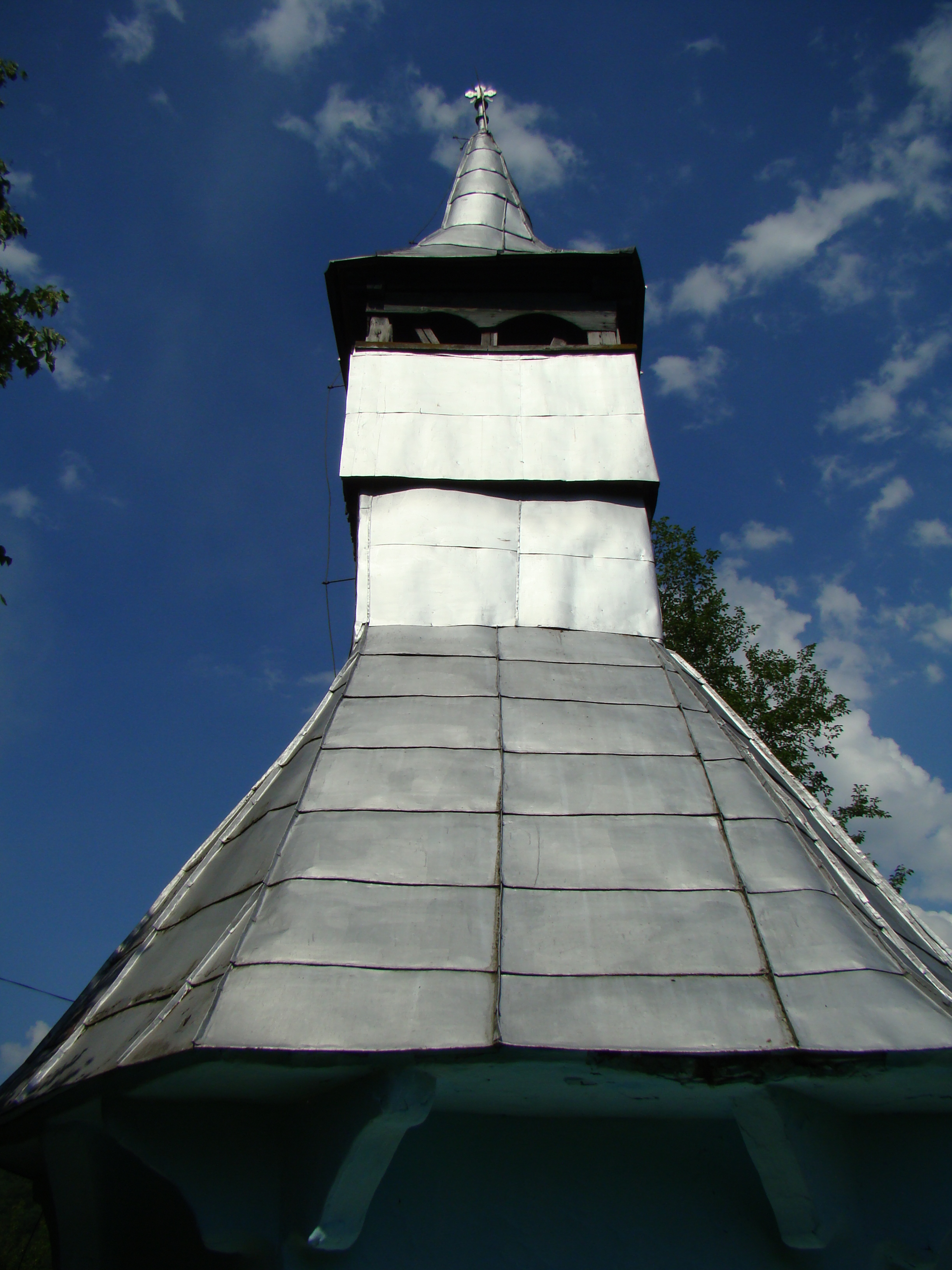
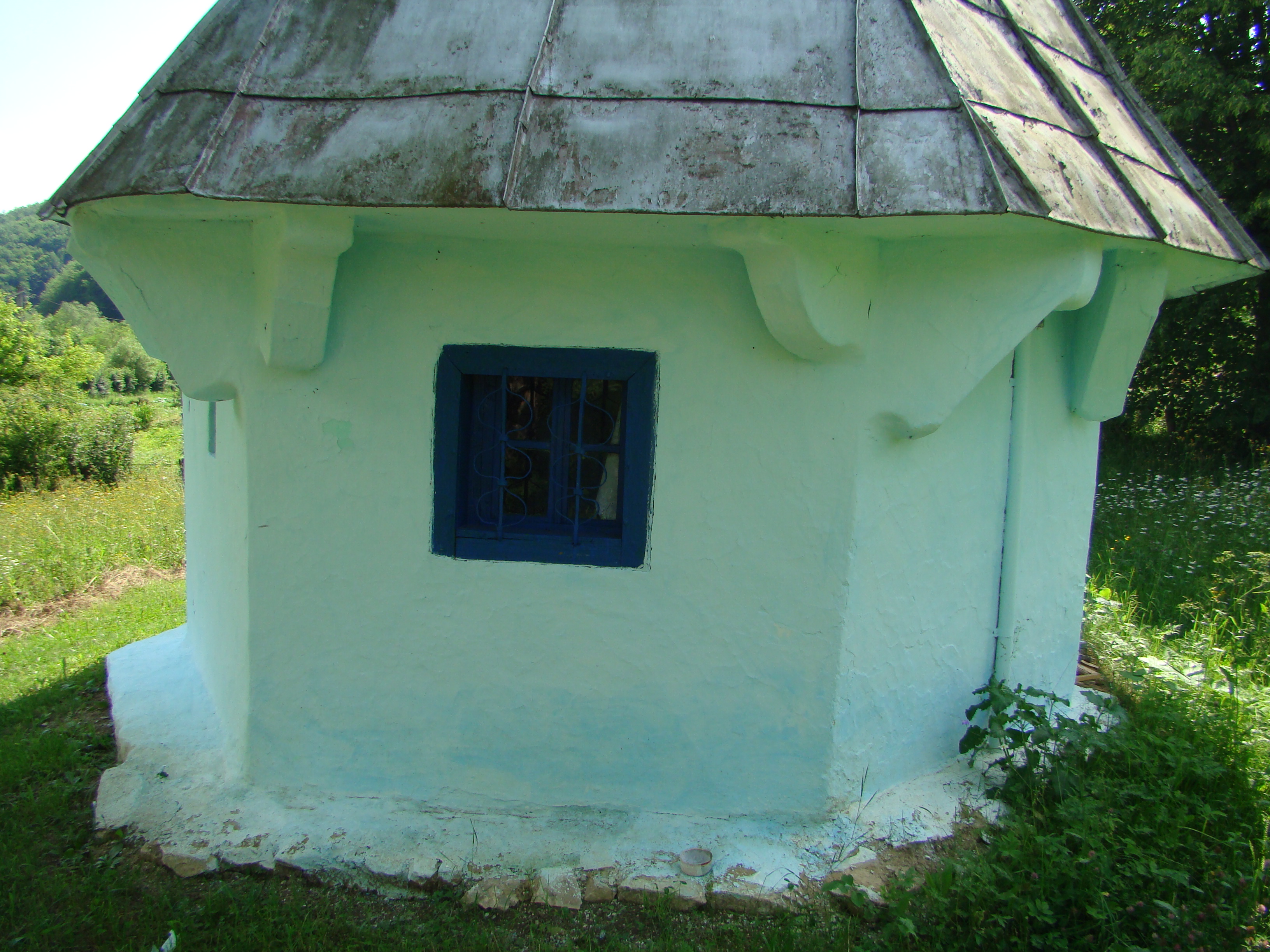
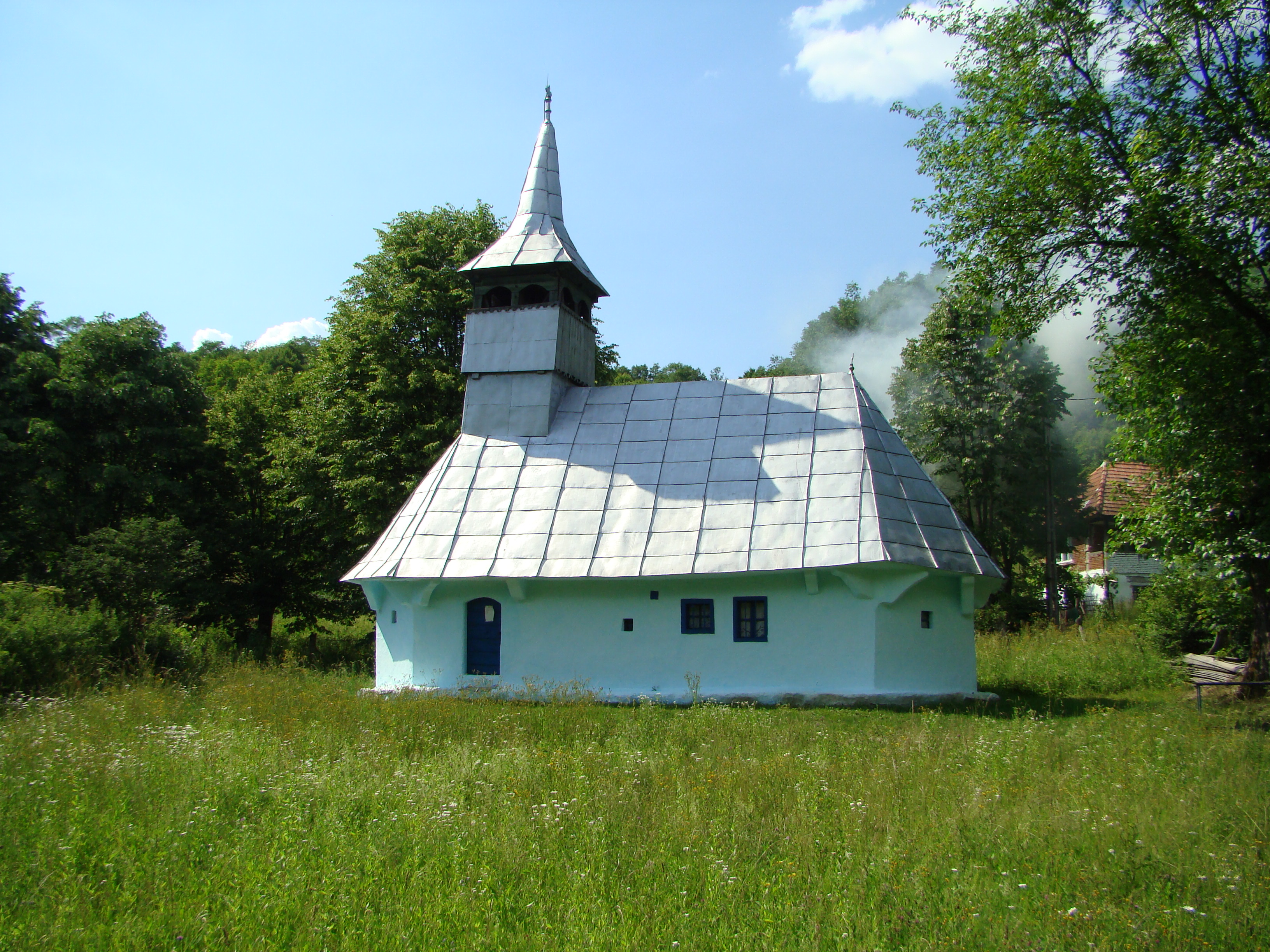